# Doug Ducey
Douglas Anthony Ducey Jr., dit Doug Ducey, né Roscoe le 9 avril 1964 à Toledo (Ohio), est un homme politique américain, membre du Parti républicain et gouverneur de l'Arizona de 2015 à 2023.

## Biographie

### Jeunesse et carrière privée
Fils de Madeline Scott et Douglas Roscoe Sr., policier à Toledo, dans l'Ohio, il change légalement de nom après que sa mère se remarie avec l'homme d'affaires Michael Ducey.
Il fréquente l'université d'État de l'Arizona (ASU) à Tempe, d'où il sort diplômé en 1986 d'un baccalauréat universitaire en sciences (finance). Après ses études, il travaille pour Procter & Gamble dans les ventes, avant de devenir PDG de Cold Stone Creamery de 1995 à 2007, chaîne de magasins de glaces basée à Scottsdale.

### Engagement politique

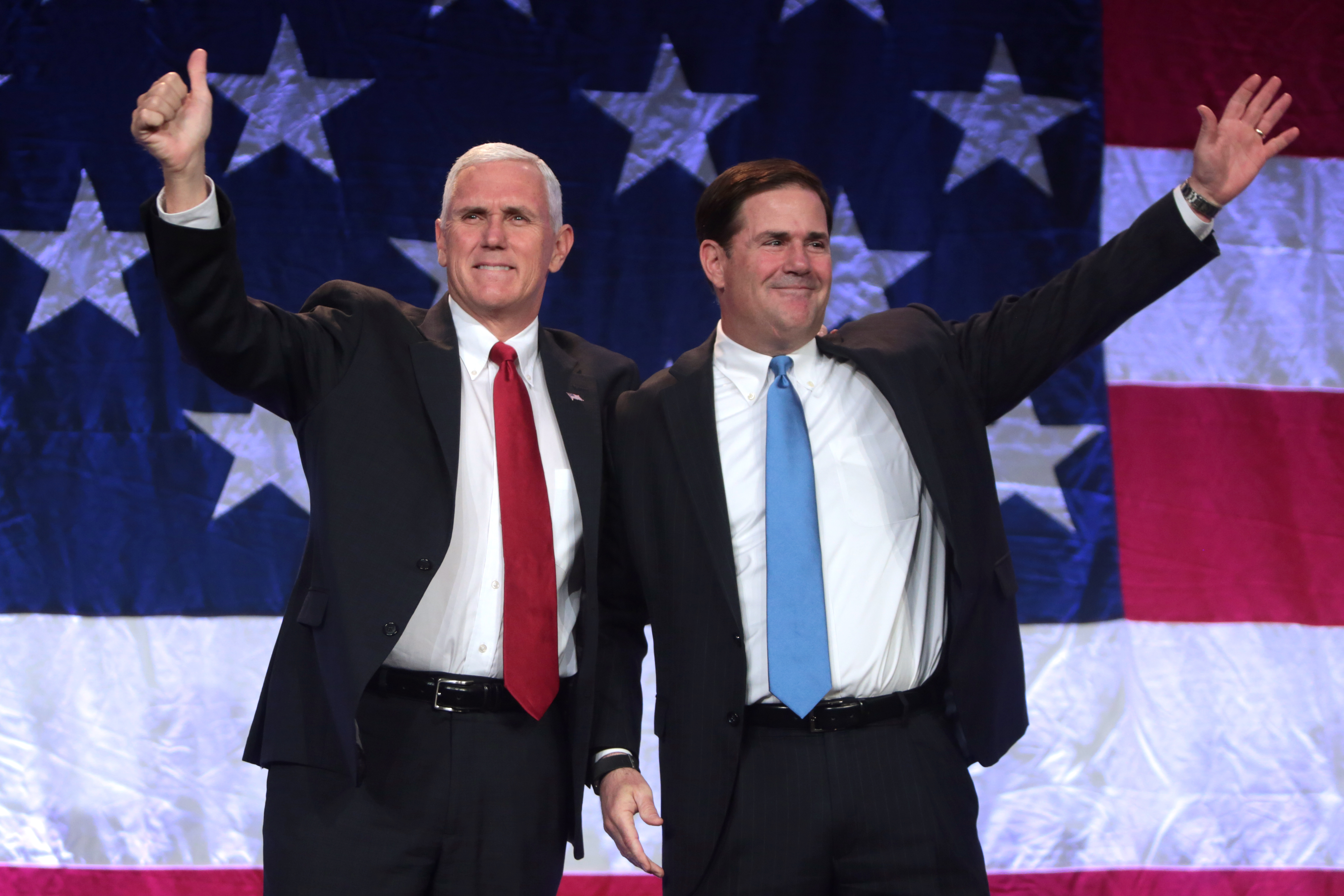
Le gouverneur de l'Indiana Mike Pence, candidat à la vice-présidence des États-Unis, accompagné de Doug Ducey, en campagne à Mesa pour Donald Trump, en 2016.

Élu trésorier de l'Arizona en 2010, Ducey succède à Jan Brewer comme gouverneur de l'Arizona en 2015, remportant 53,4 % des voix face à Fred DuVal (41,6 %), candidat du Parti démocrate lors des élections de 2014. Profitant de bons résultats économiques, il est facilement réélu à un second mandat à l'occasion des élections de 2018 par 56 % des voix contre 41,8 % à David Garcia. Sa cote de popularité s'érode cependant lors de la pandémie de Covid-19, ses adversaires l'accusant de mal gérer la crise.
À la suite de la mort du sénateur John McCain en 2018, il nomme Jon Kyl pour le remplacer au Congrès. À la suite de la démission de ce dernier, il nomme Martha McSally.